# David Hunter Hubel
David Hunter Hubel, né le 27 février 1926 à Windsor, Ontario, Canada et mort le 22 septembre 2013 à Lincoln, Massachusetts, est un neurobiologiste américano-canadien.

## Biographie
En 1929, sa famille déménage à Montréal où il reçoit sa formation. De six à dix-huit ans, il étudie à l'Académie Strathcona d'Outremont. Il étudie les mathématiques et la physique à l'Université McGill puis la médecine. En 1954, il déménage aux États-Unis pour travailler à l'université Johns-Hopkins, à Baltimore, mais il est conscrit par l'armée et sert au hôpital Walter-Reed, à Washington. Là, il commence à étudier le cortex visuel primaire (aussi appelé cortex strié ou aire V1) de chats endormis et éveillés. À Walter-Reed, il invente la microélectrode métallique moderne et le micro-descendeur hydraulique qu'il apprend à confectionner. En 1958, il déménage à Johns Hopkins et commence sa collaboration avec Wiesel, et découvre la « sélectivité de l'orientation » et l'« organisation en colonne » dans le cortex visuel. Un an plus tard, il rejoint l'université Harvard.

## Travaux
Les expériences de Hubel et Wiesel ont beaucoup enrichi la connaissance scientifique du processus sensoriel. Dans une expérience effectuée en 1959, ils ont inséré une microélectrode dans le cortex visuel primaire d'un chat anesthésié. Ils ont alors projeté des schémas de lumière et d'obscurité sur un écran en face du chat. Ils ont observé que quelques neurones s'activent rapidement quand les schémas sont présentés à un certain angle, alors que d'autres répondent mieux à un autre angle. Quelques-uns de ces neurones répondent différemment aux schémas de lumière qu'aux schémas d'obscurité. Hubel et Wiesel ont appelé ces neurones : « cellules simples ». Alors que d'autres neurones, pour lesquels ils ont choisi le terme « cellules complexes », ont des réponses identiques aux schémas de lumière et d'obscurité. Ces études montrent comment le système visuel construit des représentations complexes de l'information visuelle à partir de stimulations simples. (Goldstein, 2001)
Hubel et Wiesel ont reçu le prix Nobel pour deux contributions majeures : 
1. leur travail sur le développement du système visuel, qui consiste en une description des colonnes de dominance oculaire dans les années 1960 et 1970 ; et
2. leur travail établissant un fondement pour la neurophysiologie visuelle, décrivant comment les signaux de l'œil sont mis en action par le cerveau pour générer des détecteurs de forme, de mouvement, de profondeur stéréoscopique et de couleur, construisant des éléments de la scène visuelle. En privant les chats de l'usage d'un œil, ils ont montré que les colonnes dans le cortex visuel primaire reçoivent des données de l'autre œil. Ce qui a d'importantes implications dans la compréhension de l'amblyopie. De plus, ces chats n'ont pas développé d'aires sensorielles des deux yeux nécessaires à une vision binoculaire. Les expériences de Hubel and Wiesel ont montré que la dominance oculaire se développe très tôt et de façon irréversible dans le développement de l'enfant. Ces études ont ouvert la porte à la compréhension et le traitement des cataractes et du strabisme. Ils sont également importants pour l'étude de la plasticité corticale. (Goldstein, 2001)

## Honneurs
- 1981 : Prix Nobel de physiologie ou médecine avec Torsten Wiesel pour « leurs découvertes concernant le traitement de l'information dans le système visuel » ; le prix était partagé avec Roger Sperry pour ses travaux, indépendants, sur le rôle des hémisphères cérébraux. (en) Prix Nobel : lauréats 1981
- 2006 : Temple de la renommée médicale canadienne
- 2007 : Docteur honoris causa de l'Université de Montréal[2]

### Publications
- (en) David H. Hubel, Eye, brain, and vision, New York, Scientific American Library, 1988, 240 p. (OCLC 16649224)
- David H. Hubel (trad. par Pascale This), L'œil, le cerveau et la vision : les étapes cérébrales du traitement visuel, Paris, Pour la science, diffusion Belin, 1994  (ISBN 2-9029-1867-4)